# Pena de l'Alba
La Penya de l'Alba  o Pena de l'Alba és una muntanya de 1.950 metres que es troba al municipi de la Vall de Boí, a la comarca de l'Alta Ribagorça.